# Список умерших в 1230 году

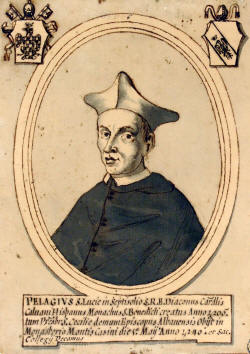
Пайе Гальвау

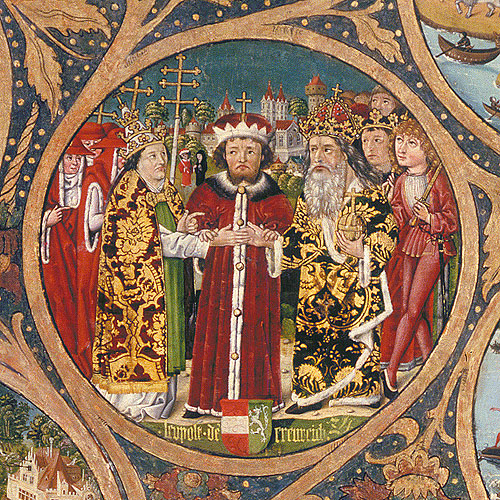
Леопольд VI Славный

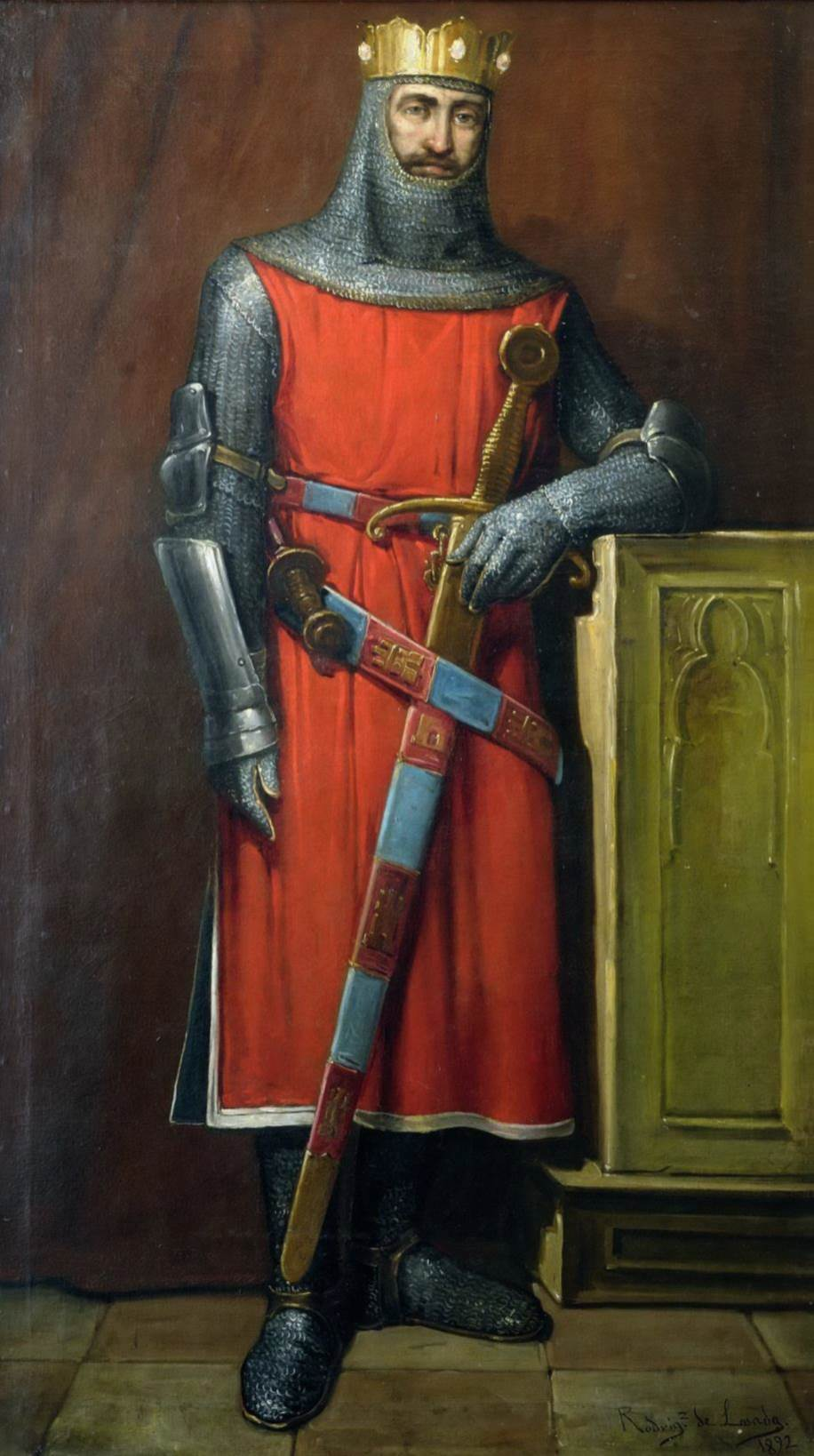
Альфонсо IX

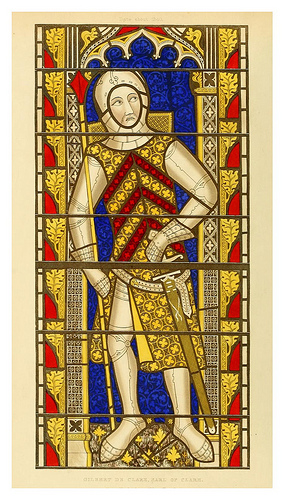
Гилберт де Клер, 4-й граф Хартфорд

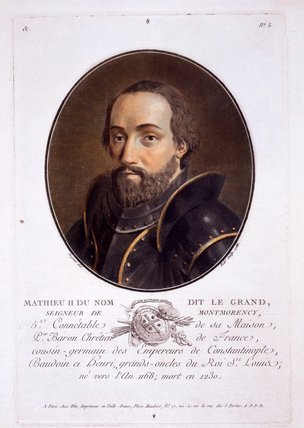
Матье II де Монморанси

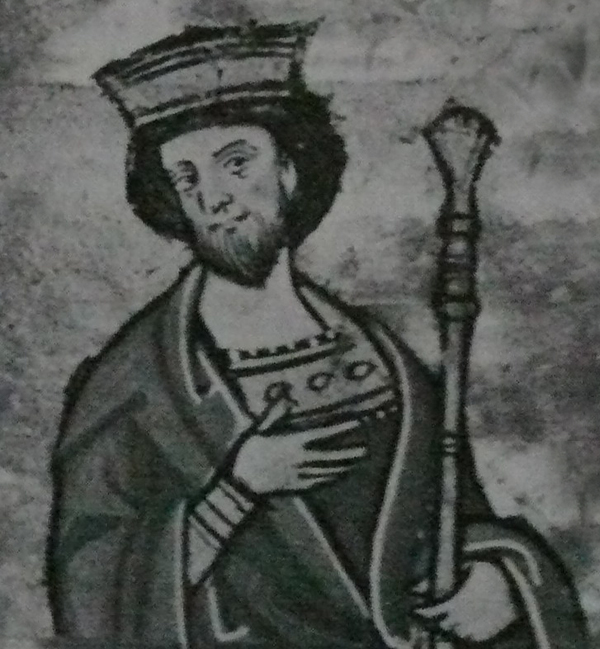
Пржемысл Отакар I

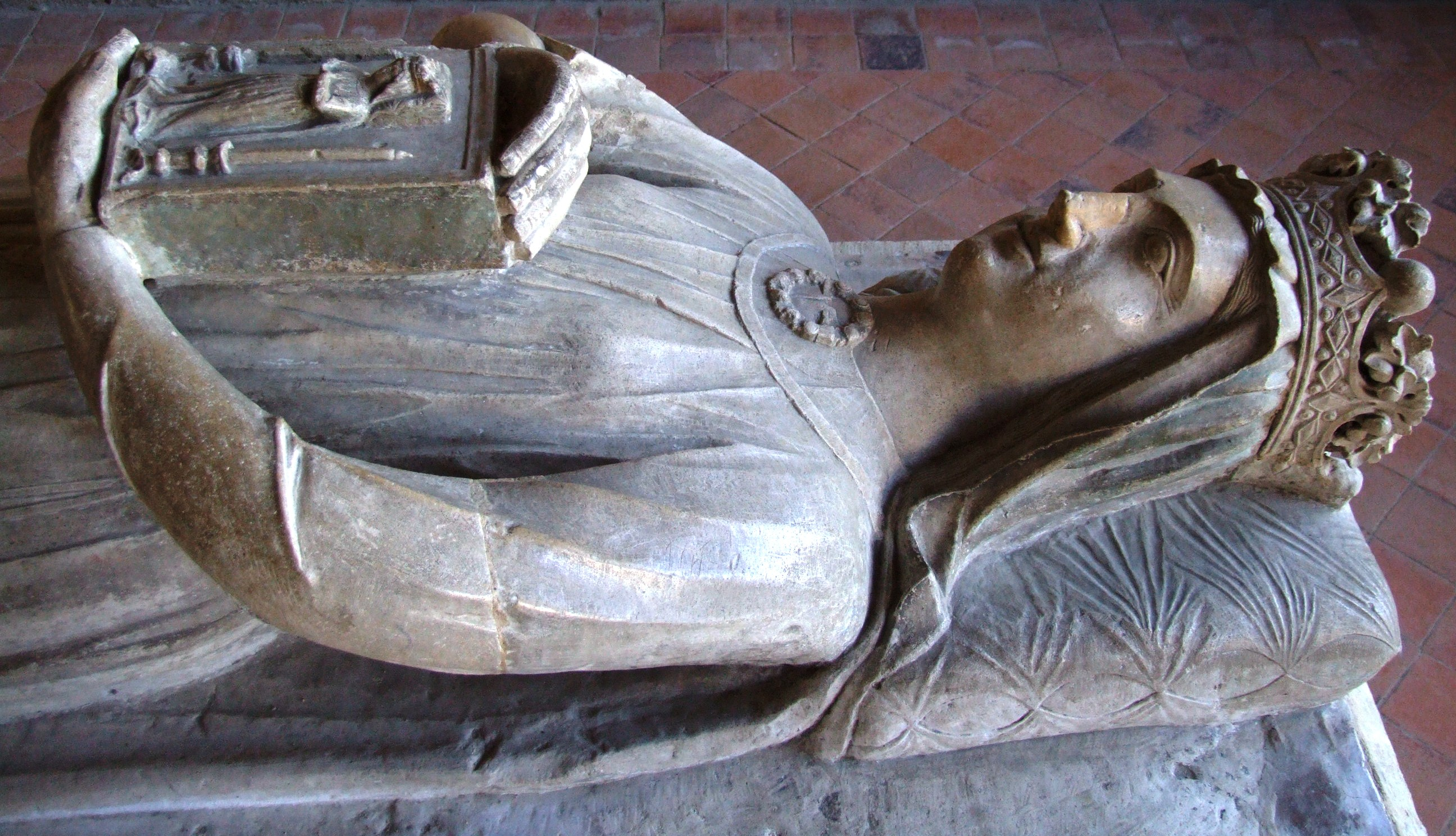
Беренгария Наваррская

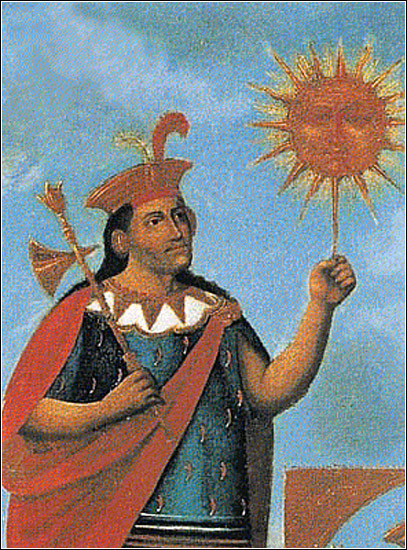
Манко Капак

В этой статье представлен список известных людей, умерших в 1230 году.
См. также: Категория:Умершие в 1230 году

## Январь
- 1 января — Бурхард из Урсберга, немецкий хронист, монах-премонстрант, пробст монастыря Св. апостолов Петра и Иоанна в Урсберге, автор «Урсбергской хроники».
- 12 января — Эгино IV — граф Ураха
- 30 января — Гальвау, Пайо — кардинал-дьякон Санта-Лючия-ин-Септисолио (1205—1210), кардинал-священник Санта-Чечилия (1210—1213), кардинал-епископ Альбано (1213—1230), декан Коллегии кардиналов (1227—1230), легат папы римского в пятом крестовом походе.

## Февраль
- 1 февраля — Фудзивара но Мотофуса[англ.] — японский политический деятель, сэссё (1166—1172), кампаку (1172—1179)

## Март
- 13 марта — Дзиани, Пьетро — венецианский дож (1205—1229)

## Апрель
- 6 апреля — Беатриса де Вьенн — графиня-консорт Савойи (1177—1189), жена Гумберта III
- 7 апреля 
  - Ингегерд Биргерсдоттер — королева-консорт Швеции (1200—1208), жена Сверкера Карлссона
  - Торе ден Трёнске[нем.] — архиепископ Нидароса (1227—1230)
- 17 апреля — Кирилл I — епископ Ростовский (1216—1229).
- Уго IV, граф Ампурьяса (после 1200).

## Май
- 2 мая — Уильям де Браоз, 7-й барон Брамбер — барон Брамбер из семьи де Браозов, казнён за прелюбодеяние
- 13 мая — Казимир I Опольский — Князь Опольский и Рацибужский (1211—1230)

## Июнь
- 2 июня — Юдит Чешская — герцогиня-консорт Каринтии (1213—1230) как жена Бернарда

## Июль
- 12 июля — Маргарита де Блуа — графиня Блуа и Шартра (1218—1230), пфальцграфиня-консорт Бургундии (1190—1200), как жена Оттона I, регент Бургундии
- 14 июля — Джованни да Веллетри[итал.] — епископ Флоренции (1205—1230).
- 19 июля — Теобальд Батлер, ирландский барон и землевладелец, 2-й главный кравчий Ирландии (1206—1230).
- 28 июля — Леопольд VI Славный (53) — герцог Штирии (1194—1230), герцог Австрии (1198—1230).

## Август
- 25 августа — Бранкалеон, Леон — Кардинал-священник Санта-Кроче-ин-Джерусалемме (1202—1230)

## Сентябрь
- 9 сентября — Зигфрид II фон Эппенштайн — архиепископ Майнца (1200—1230), кардинал-священник Санта-Сабина (1206—1230)
- 16 сентября — Энрико I да Сеттала[итал.] — архиепископ Милана (1213—1230)
- 23 сентября — Альфонсо IX (59) — последний король Леона (1188 — 1230).

## Октябрь
- 8 октября — Рауль[фр.] — епископ Сен-Мало (1218—1230)
- 25 октября — Гилберт де Клер, 4-й граф Хартфорд — граф Хартфорд (1217—1230), барон Клер (1217—1230), граф Глостер (1218—1230), один из 25 гарантов Великой хартии вольностей

## Ноябрь
- 2 ноября — Виллеболд Беркхаймский[нем.] — христианский пилигрим, святой римско-католической церкви.
- 17 ноября — Сиард Мариенгардский[нем.] — святой римско-католической церкви.
- 20 ноября — Никола де ла Хайе — кастелян (женщина) Линкольнского замка, шериф Линкольншира (1216).
- 24 ноября — Матье II де Монморанси — барон де Монморанси (1189—1230), французский военачальник, коннетабль Франции (1218—1230)

## Декабрь
- 9 декабря — Семён Борисович — новгородский посадник (1219), убит.
- 13 декабря — Карл I[нем.] — первый епископ Шекау (1218—1230)
- 15 декабря — Пржемысл Отакар I — князь Оломоуца (1179—1182), князь Чехии (1192—1193, 1197—1198), король Чехии (1198—1230)
- 23 декабря — Беренгария Наваррская — королева-консорт Англии (1191—1199), жена короля Англии Ричарда Львиное Сердце.

## Дата неизвестна или требует уточнения
- Аймерик де Пегильян[англ.] — французский трубадур.
- Альфонсо Тельес де Менесес эль Вьехо, кастильский дворянин, участник ключевой битвы Реконкисты при Лас-Навас-де-Толоса, 2-й сеньор де Менесес, Сеа, Грахаль-де-Кампос, Монтальбан и 1-й сеньор де Альбуркерке (по праву своей второй жены).
- Антелами, Бенедетто — итальянский архитектор и скульптор, работавший в романском стиле. Дата смерти предположительна.
- Аод Мейх мак Аода О’Нейлл — король Тир Эогайн (1196—1230), первый король из клана О’Нейлл
- Бахрам-шах[англ.] — айюбидский эмир Баальбека (1182—1230).
- Бортэ, старшая жена Темуджина (Чингисхана); дочь Дэй-Сечена (Дай-нойона) из рода конграт и его жены Цотан.
- Бурхануддин Кылыч, среднеазиатский святой сейид, авлия, богослов, шейх аль-ислам, чудотворец, суфий течения увайсия и ишкия.
- Вальтер фон дер Фогельвейде — немецкий поэт и композитор периода классического миннезанга. Дата смерти предположительна.
- Гарен де Монтегю — великий магистр ордена иоаннитов (1207—1227/1228)
- Аль Дахвар — арабский врач
- Джеффри де Сэйе[англ.] — английский барон, один из 25 гарантов Великой хартии вольностей
- Димитрий Монферратский — король Фессалоники (1207—1224), первый номинальный король Фессалоники (1224—1230)
- Жан IV де Вандом — граф де Вандом (1217—1230)
- Иоанн Тимошкинич — новгородский боярин, один из руководителей партии противостоящей князю Михаилу Черниговскому, убит
- Ли Сун — китайский придворный художник.
- Майлгун ап Рис — король Дехейбарта (1199—1216)
- Манко Капак — первый Инка, основатель государства инков — Тауантинсуйу. Дата смерти предположительна
- Морис де Гонт[англ.] — английский барон, основатель замка Беверсон, больницы и церкви святого Марка в Бристоле
- Мстислав Давыдович — князь Смоленский (1219—1230)
- Рено де Божё[фр.] — французский писатель, автор романа «Прекрасный Незнакомец»
- Самуэль ибн-Тиббон — еврейский врач и переводчик
- Уррака Лопес де Аро[англ.] — королева-консорт Леона (1187—1188), жена Фердинанда II
- Успак — король Островов (1230)
- Ибн Хаммад[англ.] — арабский историк